# 金斯頓 (新墨西哥州)
金斯頓（英語：Kingston）是位於美國新墨西哥州謝拉縣的普查規定居民點。

## 人口
根據2020年美國人口普查的數據，金斯頓的面積為0.52平方千米，皆為陸地。當地共有人口50人，而人口密度為每平方千米96.15人。